# 有鍵トランペット
有鍵トランペット（ゆうけんトランペット、英語: keyed trumpet）またはキートランペットは、半音階の全ての音を奏でる手段としてボアの長さを延長するのではなくボアに鍵付きの音孔を利用する金管楽器である。有鍵トランペットの人気は19世紀の変わり目頃に最高点に達したが、19世紀初頭のバルブ付きトランペットの登場と共に衰退し、現代の演奏ではまず見られない。有鍵トランペットの発明以前、当時の代表的なトランペットはナチュラルトランペットであった。
有鍵トランペットは管の壁に孔が空いており、それらは鍵で閉じられている。実験的なE♭有鍵トランペットは自然音に制限されず、楽器の全ての音域において半音階を奏でられる。これ以前は、トランペットは一般的にバルブを持たず、唇の圧力を変化させることによって限定的な範囲の「倍音」しか演奏できなかった。これらの倍音は高音域に集っており、したがってそれまでのトランペット協奏曲は非常に高い音でしか旋律を演奏できなかった。
E♭有鍵トランペットを誰が作成したかについては一部で食い違いがある。「ウィーンの宮廷トランペット奏者アントン・ヴァイディンガーが有鍵トランペットを発明した」と主張されることもあれば、「有鍵トランペットの発明者はウィーンのアントン・ヴァイディンガーとされ、ヴァイディンガーは1801年にこれを製造したと言われているものの.. ハイドンの協奏曲が作曲されたのはその5年前であるため、楽器それ自身はそれよりも古い」とも主張されている。

## 音色
その物理特性（ボア、ベル、歴史的なマウスピース）により、有鍵トランペットの音色はバルブトランペットよりもナチュラルトランペットに近い。かつて、有鍵トランペットの音は「発狂したオーボエ」のようであり、「ハイドンの努力にもかかわらず、有鍵トランペットは本当の成功を収めることはなかった。トランペットの輝かしい音色が孔によって損われたのが理由かもしれない。」と言われた。

## 協奏曲

### ハイドン
1796年、ヨーゼフ・ハイドンはアントン・ヴァイディンガーのためにトランペット協奏曲を作曲し、1800年3月22日にウィーン帝立・王立宮廷劇場で初演された。曲は（おそらくこの刺激的な新しい楽器を見ることになる聴衆へのからかいとして）当時のトランペット曲に共通する分散三和音とファンファーレモチーフで始まるが、バルブを持たないナチュラルトランペットでは不可能な半音階と全音階の旋律が続く。
ハイドンのトランペット協奏曲の最高音はハイコンチェルトD♭、またはB♭トランペットでのハイE♭、またはE♭トランペットでのハイB♭である（協奏曲はE♭トランペットのために書かれた）。

### フンメル
ハイドンと同様に、ヨハン・ネポムク・フンメルはアントン・ヴァイディンガーのためにトランペット協奏曲を作曲した。曲は彼が1804年にエステルハージ宮廷交響楽団へ入団したことを記念して1803年に作曲、初演された。この曲には、主として第二楽章において、有鍵トランペットの制作によってヴァイディンガーが音楽を変えた、と考えられている箇所がある。